# Cal Florensa (Aspa)
Cal Florensa és una obra amb elements barrocs d'Aspa (Segrià) inclosa a l'Inventari del Patrimoni Arquitectònic de Catalunya.

## Descripció
Habitatge entre mitgeres de dos pisos d'alçada amb una crugia molt estreta, que resulta interessant per la volada del balcó, que abans era tribuna. És una gran pedra treballada seguint l'estilística barroca.
A l'interior de la casa, que és molt senzilla, conserva les dependències i llocs característics de la casa pagesa: celler, pastadora (la farina es portava a coure al forn comunal), el trull de l'oli, la botiga pel gra i la quadra.

## Història
La casa del costat conserva la data de 1762.